# John Arthur Trudgen
John Arthur Trudgen (Londra, 1852 – 1902) è stato un nuotatore inglese, membro dell'International Swimming Hall of Fame per l'introduzione della tecnica del crawl, appresa dai nativi del Sud America durante un viaggio in Argentina nel 1873. L'introduzione di questo stile viene considerato una svolta per il nuoto moderno.